# Dioxys moesta
Dioxys moesta är en biart som beskrevs av Costa 1883. Dioxys moesta ingår i släktet Dioxys och familjen buksamlarbin. Inga underarter finns listade i Catalogue of Life.